# Dipoena peruensis
Espèce
Dipoena peruensis est une espèce d'araignées aranéomorphes de la famille des Theridiidae.

## Distribution
Cette espèce se rencontre au Pérou dans la région de Pasco, au Brésil dans l'État de São Paulo et au Paraguay,.

## Description
La femelle holotype mesure 2,0 mm et le mâle décrit par Rodrigues en 2013 mesure 2,39 mm.

## Étymologie
Son nom d'espèce, composé de peru et du suffixe latin -ensis, « qui vit dans, qui habite », lui a été donné en référence au lieu de sa découverte, le Pérou.

## Publication originale
- Levi, 1963 : American spiders of the genera Audifia, Euryopis and Dipoena (Araneae: Theridiidae). Bulletin of the Museum of Comparative Zoology, vol. 129, no 2, p. 121-185 (texte intégral).